# Pavilhão Flávio Sá Leite
O Pavilhão Flávio Sá Leite é um pavilhão para desportos de interior localizado na antiga freguesia de São José de São Lázaro, em Braga, Portugal.
No pavilhão está instalado o Académico Basket Clube, mais conhecido por ABC, sendo a sua sede social, local de treino e realização de competições do clube.

Em 2024, foi anunciado que a Câmara de Braga vai requalificar e ampliar o Pavilhão Flávio Sá Leite, num investimento municipal superior a quatro milhões de euros. O projecto de requalificação prevê a demolição e ampliação do pavilhão, com vista à reformulação e reorganização dos espaços interiores, e inclui a reformulação de todos os espaços de apoio, nomeadamente, ginásio, museu, loja de venda, entre outros espaços. O novo pavilhão terá capacidade para 986 lugares sentados, incluindo os lugares de mobilidade condicionada, estando prevista a construção de uma nova bancada, com de 71 lugares.